# Nívola Uyá
Nívola Uyá (València, 1976) és una il·lustradora i artista visual establerta a Mallorca.
Va néixer a València el 1976. Es llicencià en Ciències Ambientals per la Universitat Autònoma de Barcelona l'any 2000. Exercí d'ambientòloga durant uns deu anys i després es dedicà per complet a la il·lustració. Ha treballat en distints formats murals, materials educatius, àlbums il·lustrats, còmics i obra gràfica i audiovisual, i ha estat guardonada amb diversos premis.

## Llibres publicats
- Un Baño de Bosque. Ed. Cuento de Luz (text Nívola Uyá i Marc Ayats). Edició en castellà i anglès. 2019[3]
- Rafael. Isabel Zambujal. Ed. Levoir. 2019. portuguès
- Gauguin. Isabel Zambujal. Ed. Levoir. 2018. portuguès
- “?” Álbum ilustrado digital. poema de Florbela Espanca. Ed. Pipoca. 2017. portuguès
- Que amores de sons (text Penelope Martins Alexandre Honrado). Ed. Editora do Brasil. 2017 portuguès
- Clara Hammerl, caminant per la igualtat. (guió Nívola Uyá)
- Lopez Lomong (Text Ana Eulate), Ed. Cuento de Luz, 2016. Edició en castellà i anglès. 2016
- Un tesoro en las cumbres. Aprendiendo a meditar (Texto Ramiro Calle), Ed. Cuento de Luz, 2015. Edició en castellà i anglès.
- Mariama, diferente pero igual (Text Jerónimo Cornelles), Ed. Cuento de Luz, 2014. Edició en castellà i anglès.
- Yoga en la selva (Text Ramiro Calle), Ed. Cuento de Luz, 2014. Edició en castellà i anglès.
- Secretos en la nieve (Texto Virginia Kroll), Ed. Cuento de Luz, 2013. Edició en castellà i anglès.
- Águila que camina, el niño comanche (Text Ana Eulate), Ed. Cuento de Luz, 2013. Edició en castellà i anglès.
- Un tractor muy, muy ruidoso (Text Mar Pavón), Ed. Cuento de Luz, 2013. Edició en castellà i anglès.
- ¡Bonita es la vida! (Text Ana Eulate), Ed. Cuento de Luz, 2012. Edició en castellà i anglès.
- Plou i fa sol (Text Caterina Valriu), Ed. Barcanova, 2011.
- Las rocas con ojos de monstruo (Text Rosa Mª Mateos), Ed. Asociación Geológica de España, 2009.
- L’Amor de les Tres Taronges (Text Antoni Maria Alcover), Ed. Moll, 2008.

## Videoclips animats
- "Life for the moment" de la banda irlandesa Verona Riots.
- "El cor del bosc" del grupo Melisucre[4]

## Premis
- 2020 Medalla de Plata. Millor llibre infantil il·lustrat.[3]
- 2017. Sello Selección Cátedra UNESCO de Literatura.[5]
- 2016. International Book Awards. Llibre Infantil finalista en la categoria Mind, Body, Spirit Book. EEUU.
- 2015. International Latino Book Awards. Primer Premi millor llibre Infantil il·lustrat en espanyol. EEUU.
- 2015. International Book Awards. Finalista en Children’s, Mind, Body, Spirit Book. EEUU.
- 2014. Finalistes en els Premis Ciutat de Palma d'animació amb videoclip “Live for the moment”.
- 2014. International Latino Book Awards. Primer Premi Llibre Infantil I·llustrat més inspirador. EEUU.
- 2014. Living Now Book Awards. Primer Premi Categoria Exercices/Yoga/ Fitness Book. EEUU.
- 2014. Internatinal Latino Book Awards. Primer Premi Llibre Infantil I·llustrat més inspirador. EEUU.
- 2013. Moonbeam Children Book Awards. Millor il·lustradora Plata. EEUU.
- 2013. Internatinal Latino Book Awards. Segon premi “Best Cover Illustration”. EEUU.
- 2013. Internatinal Latino Book Awards. Menció Honorífica “ Best Children’s picture book”. EEUU.
- 2010. Premi Solidaritat del Consell de Mallorca per l'àlbum il·lustrat “Quatre retocs” a la ONG SMSF,
- 2007. 1r Premi il·lustració La Punta del llapis de l'Institut d’Estudis Balearics.
- 2005. 1r Premi Cuentos Infantiles Ilustrados Arturo Duperier. España.